# 파벨레츠키역
파벨레츠키역(러시아어: Павелецкий вокзал)은 러시아 모스크바 파벨레츠카야 광장에 위치한 모스크바의 9개 철도 역 중 하나이다.
파벨레츠키 역과 도모데도보 공항을 연결하는 아에로 익스프레스 열차 및 교외 철도는 모스크바 철도에서 운영된다.

## 모스크바 철도 박물관
모스크바 철도 박물관은 레닌의 장례 열차의 기관차와 차량 등 옛 레닌 박물관을 통합 운영한다. 이 박물관은 모스크바 철도 역사를 기록하고 있으며, 모스크바 리즈스키 철도역에서는 야외 전시회를 열고 있다.

## 교통
자모스크보레츠카야 선의 파벨레츠카야 역과 콜체바야 선의 파벨레츠카야 역이 인근에 위치한다.

## 목적지

### 장거리
| 열차 번호 | 열차 이름                         | 목적지     | 운영              |
| --------- | --------------------------------- | ---------- | ----------------- |
| 001/002   | 볼고그라드 (Волгоград)            | 볼고그라드 | 러시아 철도       |
| 005/006   | 로토스 (Лотос)                    | 아스트라한 | 러시아 철도       |
| 007/008   | 카자흐스탄 (Қазақстан, Казахстан) | 알마티     | Temir Zholy       |
| 009/010   | 사라토브 (Саратов)                | 사라토브   | 러시아 철도       |
| 025/026   | 보로네시 (Воронеж)                | 보로네시   | 러시아 철도       |
| 029/030   | 리페츠크 (Липецк)                 | 리페츠크   | 러시아 철도       |
| 031/032   | 탐보프 (Тамбов)                   | 탐보프     | 러시아 철도       |
| 055/056   | 아제르바이잔 (Azərbaycan)         | 바쿠       | 아제르바이잔 철도 |

### 타지역
| 국가       | 목적지                                                                         |
| ---------- | ------------------------------------------------------------------------------ |
| 카자흐스탄 | 악타우, 악퇴베                                                                 |
| 러시아     | 아들레르, 아나파, 발라코보, 발라쇼프, 키슬로보츠크, 노보시비르스크, 스타브로폴 |

### 교외 지역
교외 통근 열차는 파벨레츠키 역과 모스크바 철도의 파벨레츠키 교외 방향의 역 및 플랫폼을 연결하며, 비드노예(라스토르구예보 철도 플랫폼), 도모데도보, 슈피노, 카시라, 오제렐리예 마을과 도모데도보 공항을 연결한다.

## 사진

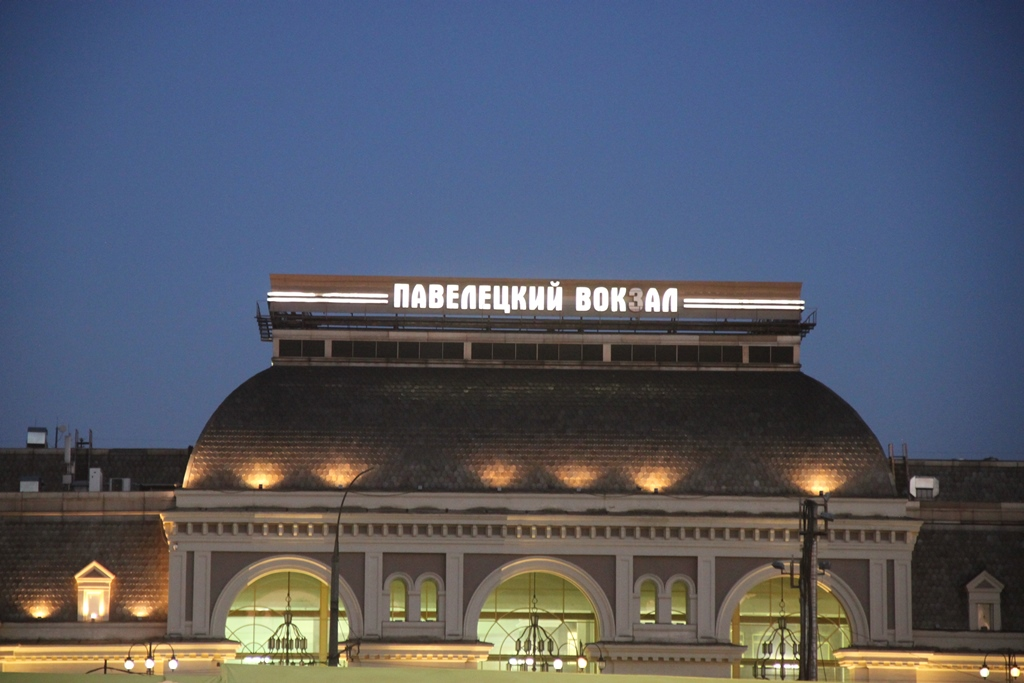
역사 전경
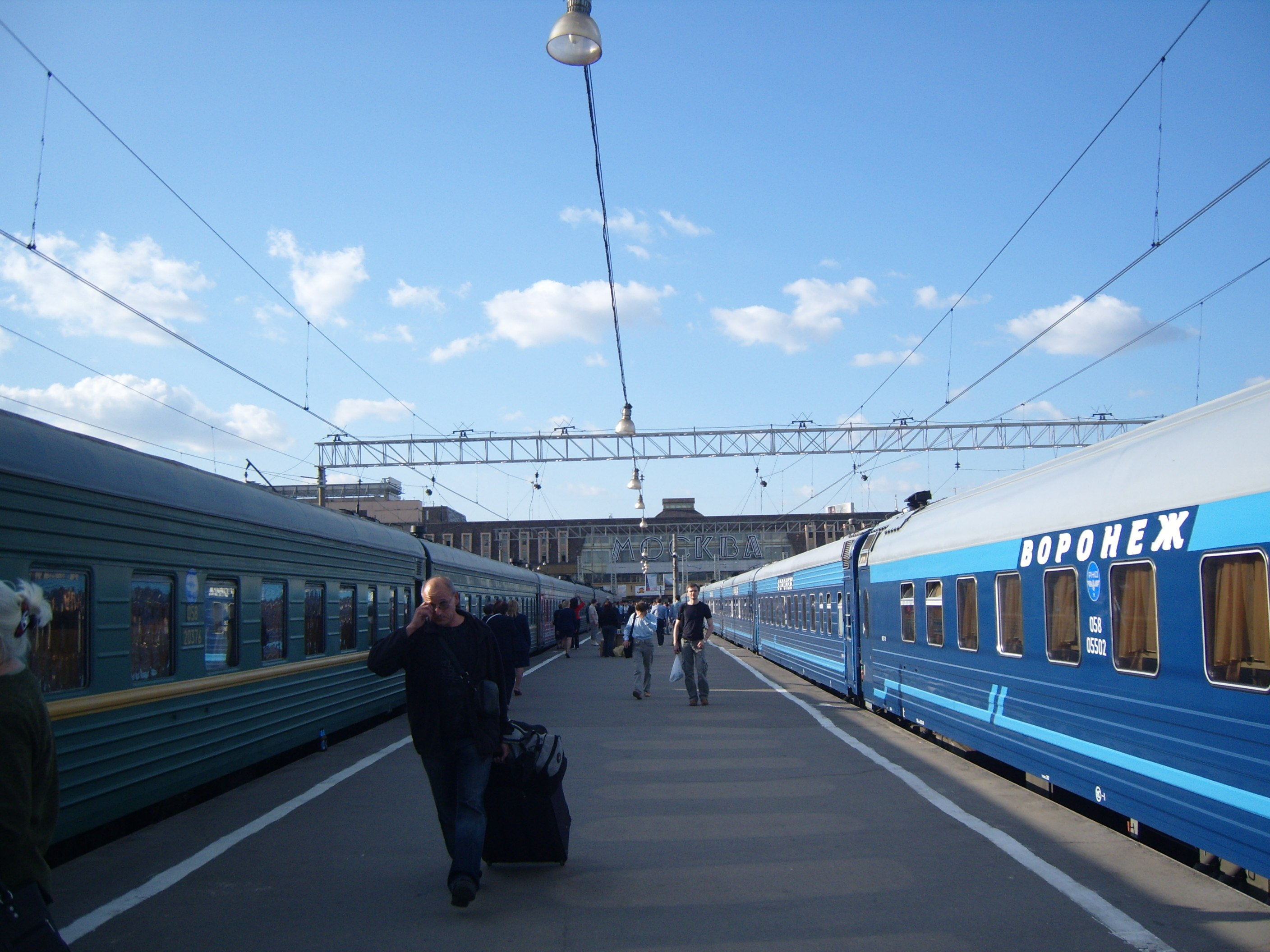
플랫폼